# Edgar Itt
Edgar Itt   (Gedern, 8 de juny de 1967) és un atleta alemany, ja retirat, especialista en curses de tanques, que va competir sota bandera de la República Federal Alemanya durant les dècades de 1980 i 1990.
El 1988 va prendre part en els Jocs Olímpics d'Estiu de Seül, on va disputar dues proves del programa d'atletisme. En els 4x400 metres, formant equip amb Norbert Dobeleit, Jörg Vaihinger i Ralf Lübke, guanyà la medalla de bronze, mentre en els 400 metres tanques fou vuitè.
En el seu palmarès també destaquen dues medalles de plata al Campionat d'Europa d'atletisme, el 1986 i 1990 i una medalla de bronze a les Universíades de 1989. El 1994 guanyà el campionat d'Alemanya dels 400 metres tanques.
Es casà amb la cantant i actriu Ariane Roth. Va estudiar ciències empresarials i va crear la seva pròpia agència de fitness , entrenament i assessorament. El 2012 fou l'entrenador mental dels atletes alemanys dels Jocs Olímpics de Londres.

## Millors marques
- 200 metres llisos. 20.81" (1989)
- 400 metres llisos. 45.38" (1987)
- 800 metres llisos. 1' 45.70" (1988)
- 400 metres tanques. 48.48" (1994)[1][5][6]